# علم الأحاجي والأغلوطات
علم الأحاجي والأغلوطات من فروع اللغة والصرف والنحو، والأحاجي جمع أحجية كلمة مخالفة المعنى، وهو علم يبحث فيه عن الألفاظ المخالفة لقواعد العربية بحسب الظاهر وتطبيقها عليها إذ لا يتيسر إدراجها فيها بمجرد القواعد المشهورة. وموضوعه الألفاظ المذكورة من الحيثية المذكورة. ومباديه مأخوذة من العلوم العربية. وغرضه تحصيل ملكة تطبيق الألفاظ التي تتراءى بحسب الظاهر مخالفة لقواعد العرب. وغايته حفظ القواعد العربية عن تطرق الاختلال. والاحتياج إلى هذا العلم من حيث أن ألفاظ العرب قد يوجد فيها ما يخالف قواعد العلوم العربية بحسب الظاهر بحيث لا يتيسر إدراجه فيها بمجرد معرفة تلك القواعد، فاحتيج إلى هذا الفن.